# نایتس اینتو دریمز
نایتس اینتو دریمز (به انگلیسی: Nights into Dreams) یک بازی اکشن محصول سال ۱۹۹۶ می‌باشد که توسط سونیک تیم توسعه‌یافته و توسط سگا برای سگا ساترن منتشر گردیده‌است. داستان دربارهٔ دو نوجوان به نام‌های الیوت ادواردز و کلاریس سینکلر است که وارد نایتوپیا می‌شوند؛ دنیای رؤیایی‌ای که تمام خواب‌ها در آن اتفاق می‌افتد. آن‌ها با کمک نایتز «نایت‌مرنی» که از سرزمین خود تبعید شده، سفری را آغاز می‌نمایند تا جلوی حکمران شرور نایتوپیا وایزمن را بگیرند و از نابودی نایتوپیا و در نتیجه، جهان واقعی جلوگیری کنند. بازیکنان در بازی کنترل نایتز را بر عهده دارند که در خواب‌های الیوت و کلاریس پرواز کرده تا انرژی کافی برای شکست وایزمن جمع‌آوری کند و نایتوپیا را نجات دهد. بازی به‌صورت سه‌بعدی ارائه شده و هر مرحله محدودیت زمانی دارد که در آن بازیکن باید امتیاز کافی جمع‌آوری کند تا بتواند به مرحله بعدی برود.